# Воюш Володимир Дмитрович

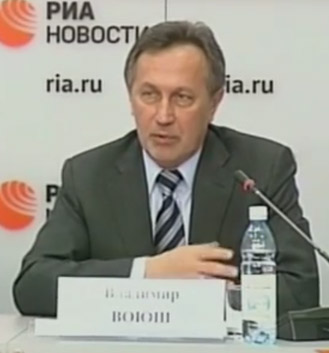
Володимир Воюш у 2014

Воюш Володимир Дмитрович — український політик, колишній народний депутат України. Народився 4 грудня 1957 р. (м. Калінінград, Росія).

## Біографія
У 1980 році отримав освіту у Московському інституті ім. Г. В. Плеханова, за фахом — економіст.
Березень 2006 — кандидат в народні депутати України від «Опозиційного блоку НЕ ТАК!», № 28 в списку. На час виборів: народний депутат України, член СДПУ(О).
Народний депутат України 4-го скликання з квітня 2002 по квітень 2006, обраний по виборчому округу № 1 АР Крим, висунутий СДПУ(О). За 18.75 %, 15 суперників. На час виборів: депутат ВР АР Крим, член СДПУ(О). Член фракції СДПУ(О) (з травня 2002), заступник голови Комітету з питань бюджету (з червня 2002).
- 1974–1976 — учень терміста, терміст Феодосійського ВО «Море».
- 1976–1980 — студент Московського інституту народного господарства.
- 1980–1990 — старший економіст, головний економіст птахофабрики ім. Кірова тресту «Кримптахопром», м. Феодосія.
- 1990–2001 — голова правління АКБ «Таврія», м. Симферополь.
- З 1998 — депутат, 2001–2002 — голова Постійної комісії ВР АР Крим з економічної, бюджетно-фінансової та податкової політики.

Член СДПУ(О) (з 2000); президент Благодійного фонду «Марія» (з 1998); член Політради СДПУ(О) (з березня 2003); член Політбюра СДПУ(О) (з квітня 2005).

## Нагороди
Почесна грамота КМ України (12.2003).